# Feliciano Di Blasi
Feliciano Di Blasi (Ghedi, 17 luglio 1953) è un preparatore atletico italiano.
Feliciano Di Blasi è un esperto in preparazione fisica per la disciplina sportiva del calcio, che insegna a livelli specialistici. Attualmente riveste il ruolo di Preparatore Atletico e Mental Coach. 

## Biografia
Accumulata un'esperienza quarantennale nel calcio e non solo, maturata lavorando per alcune delle realtà sportive europee più importanti tra cui Udinese, Fiorentina, Inter, Real Madrid, Milan, Paris Saint-Germain, Espanyol, Betis Siviglia, ma anche Al Rayan in Qatar, laurea in Scienze motorie alla Cattolica, Maitrise de Sciences et Techniques des Activite Physiques et Sportives ‘Entrainement Sportif’ presso l’Università di Dijon in Francia, Laurea in Psicologia all’Università Fluminensis Res Publica Croazia, Master of Arts Human Behavior la Jolla University di San Diego, California, kinesiologia e Preparazione Fisica Calcio presso il Centro Tecnico Federale di Coverciano. 
Nel 2015 apre una società di formazione, coaching e consulenza in ambito sportivo e del benessere rivolta a team, atleti, allenatori e professionisti di nome HiMind Physical & Mental Coach insieme alla figlia Giulia Di Blasi, psicologa con specializzazione in mental coaching, mettendo a disposizione le conoscenze e l’esperienza per migliorare la condizione psicofisica degli atleti o delle persone.

## Carriera
Di Blasi ha cominciato la sua attività come responsabile della preparazione psico-fisica nel 1979 all'Atalanta, club con cui collabora per i successivi 8 anni, e come direttore del centro riabilitazione sportiva Olympic Club di Bergamo. Nel 1991 firma un contratto per l'Ascoli. La stagione sportiva successiva si unisce allo staff del Bologna, per poi lo'anno seguente passare alla corte della Fiorentina.
Nel 1994 segue il suo amico allenatore Giuliano Sonzogni, tra le file del Siracusa, dove mette su famiglia, ed ancora oggi vive. Nel 1995 accetta l'incarico conferitogli dalla società come preparatore atletico della prima squadra dell'Inter. 
Lasciata Milano, Di Blasi accetta la prima richiesta proveniente dall'estero, trasferendosi a Madrid sponda Real Madrid, dove rimane fino al 1997.
Nel 1997 torna in Italia, trasferendosi per un biennio ad Udine svolgendo l'attività professionale nell'Udinese. 
Nel 1997 per Di Blasi è un'annata importante, torna a Milano, questa volta al Milan rimanendovi per tre stagioni, fino al 2000. 
Dal 2000 fino al 2003 si trasferisce a Parigi al Paris Saint-Germain. 
Per i successivi quattro anni, per Di Blasi è un continuo girovagare, che va dalla prima esperienza in Spagna all'Espanyol di Barcellona, all'esperienza in Qatar al Doha, al passaggio al Real Betis Siviglia per poi nel 2007 tornare all'Espanyol, dove Di Blasi vi rimarrà per quattro stagioni fino al 2011. 
Nel 2011 decide di far ritorno in Italia, accettando l'incarico dello Spezia. In questa annata, gli viene conferito pure un ruolo all'interno della Pro Recco Waterpolo 1913 società di pallanuoto di massima serie.
Dopo una pausa di alcuni anni, nel 2017 accetta la proposta del Circolo Canottieri Ortigia di Siracusa, che disputa il campionato di 2016-2017, con l'intento di dare un apporto psicologico ai biancoverdi che rischiano la retrocessione. Il lavoro svolto da i suoi benefici, contribuendo alla salvezza del club.
L'anno successivo entra a far parte del Albatro Siracusa, formazione di pallamano diSerie A1, con l'intento di insediare le prime posizioni per la vittoria dello scudetto.
Nel 2019 collabora con il Real Siracusa, formazione militante in Eccellenza.